# Dynamo Ost Frankfurt
Dynamo Ost Frankfurt was een Oost-Duitse politiesportvereniging uit Frankfurt (Oder), Brandenburg.

## Geschiedenis
De club werd in 1951 opgericht als SG Dynamo Frankfurt. Een jaar later was de club een van de stichtende leden van de Bezirksliga Frankfurt, de derde klasse. Na de invoering van de II. DDR-Liga in 1956 was dit nog maar de vierde klasse. Na enkele vicetitels promoveerde de club in 1957 naar de II. DDR-Liga. In 1962 promoveerde de club samen met Turbine Magdeburg en Motor Süd Brandenburg naar de DDR-Liga. Echter werd er besloten om een sportclub op te richten in Frankfurt. SC Frankfurt werd de nieuwe sportclub en deze nam de plaats en het elftal van Dynamo over na onderhandelingen met Erich Mielke van de Sportvereinigung Dynamo.
SG Dynamo bleef echter bestaan en bleef in de Bezirksliga en nam daar de plaats van BSG Einheit Frankfurt over. De naam werd gewijzigd naar SG Dynamo Frankfurt-Mitte. Na twee seizoenen degradeerde SC Frankfurt en speelde zo in dezelfde reeks als Dynamo. In seizoen 1965/66 stond Dynamo aan de leiding aan de winterstop en SCF stond tweede. Tijdens de winterstop besliste de sportoverheid dat de voetbalafdelingen van de sportclubs onafhankelijk werden. De tien sterkste werden een FC en de meeste anderen sloten zich bij een BSG aan, maar de ploeg van SCF keerde terug naar Dynamo.
De club miste meermaals de promotie naar de DDR-Liga en slaagde er opnieuw in in 1971. Net zoals bij de vorige promotie greep Erich Mielke in. Het complete team werd verhuisd naar Fürstenwalde en fuseerde daar met TSG Fürstenwalde tot SG Dynamo Fürstenwalde. De officiële reden hiervoor was dat de SV Dynamo in Fürstenwalde jeugd wilde opleiden om later bij het grote Berliner FC Dynamo te spelen. De ware reden voor de verhuis was echter het feit dat FC Vorwärts Berlin ten gunste van BFC Dynamo naar Frankfurt verhuisde en er zo eindelijk een grote club in de stad kwam.
In tegenstelling tot andere clubs die verhuisd werden bleef Dynamo Frankfurt toch bestaan al moest de club opnieuw beginnen in de Kreisklasse onder de naam SG Dynamo Ost Frankfurt. In 1975 promoveerde de club weer naar de Bezirksliga. In 1980 miste de club net de promotie naar de DDR-Liga. Na een competitieherstructurering waarin de Bezirksliga werd ingekrimpt degradeerde de club.
Na de Duitse hereniging werd de club opgeheven. De spelers sloten zich aan bij Polizei SV Frankfurt.